# 서대전 분기점
서대전 분기점(西大田分岐點, W.Daejeon Junction, 서대전JC)은 대전광역시 유성구 원내동에 설치된 호남고속도로지선과 대전남부순환고속도로가 만나는 분기점이자 대전남부순환고속도로의 기점이다. 대전남부순환고속도로가 개통하기 이전까지는 이 위치에 서대전 나들목 및 요금소가 위치해 있었으나, 대전남부순환고속도로가 개통되면서 분기점으로 변경되었고, 서대전 나들목은 대전남부순환고속도로 비룡 방향으로 1.08 km 떨어진 지점으로 이설되었다.

## 연혁
- 1970년 12월 30일 : 서대전 나들목이 호남고속도로 대전 ~ 전주 구간 개통과 함께 이 분기점의 위치에 영업 개시[1]
- 1999년 9월 18일 : 2000년 12월까지 분기점 선형 개량 공사로 인해 대전광역시 유성구 원내동 ~ 중구 구완동 10.22km 구간 도로구역 변경[2]
- 2000년 12월 22일 : 대전남부순환고속도로 개통으로 인해 기존 서대전 나들목이 서대전 분기점으로 변경 및 통행 개시[3]
- 2001년 8월 25일 : 호남고속도로지선과 대전남부순환고속도로의 분기점으로 변경[4]

## 구조물 정보
- 위치: 대전광역시 유성구 원내동

## 접속하는 노선

### 논산・회덕방면
- 호남고속도로지선 (4번)

### 비룡방면
- 대전남부순환고속도로 (1번)